# Rejeição de transplante
A rejeição do transplante ocorre quando o tecido transplantado é rejeitado pelo sistema imunológico do receptor, que destrói o tecido transplantado. A rejeição do transplante pode ser diminuída pela determinação da semelhança molecular entre doador e receptor e pelo uso de medicamentos imunossupressores após o transplante.

## Tipos de rejeição de transplante
A rejeição do transplante pode ser classificada em três tipos: hiperaguda, aguda e crônica. Esses tipos são diferenciados pela rapidez com que o sistema imunológico do receptor é ativado e pelo aspecto ou aspectos específicos da imunidade envolvidos.

### Rejeição hiperaguda
A Rejeição hiperaguda é uma forma de rejeição que se manifesta minutos a horas após o transplante. É causada pela presença de anticorpos preexistentes no receptor que reconhecem antígenos no órgão doador. Esses antígenos estão localizados no revestimento endotelial dos vasos sanguíneos do órgão transplantado e, uma vez que os anticorpos se liguem, levarão à rápida ativação do sistema do complemento. São esperados danos irreversíveis através de trombose e subsequente necrose do enxerto. O tecido deixado implantado não funcionará e poderá causar febre alta e mal-estar, pois o sistema imunológico atua contra o tecido estranho.

### Rejeição Aguda
A Rejeição aguda é uma categoria de rejeição que ocorre na escala de semanas a meses, com a maioria dos episódios ocorrendo nos primeiros 3 meses a 1 ano após o transplante. Ao contrário da rejeição hiperaguda, pensa-se que a rejeição aguda surge de dois mecanismos imunológicos distintos, à medida que os linfócitos, um subconjunto de glóbulos Brancos, começam a reconhecer antígenos no órgão/enxerto transplantado. Esse reconhecimento ocorre devido ao complexo principal de histocompatibilidade (MHC), que são proteínas na superfície celular que são apresentadas ao receptor de células T encontrado nas células T. Em humanos, isso é conhecido como sistema de antígeno leucocitário humano (HLA) e mais de 17.000 alelos HLA ou variantes genéticas foram descritos, de modo que é extremamente incomum que duas pessoas tenham alelos idênticos. Outras proteínas não-HLA, conhecidas como antígenos de histocompatibilidade menores, existem, mas geralmente são incapazes de causar rejeição aguda por si mesmas, a menos que uma infinidade de proteínas não-HLA sejam incompatíveis. Como tal, a correspondência HLA (além da correspondência dos grupos ABO) é crítica na prevenção da rejeição aguda.
Este processo de reconhecimento pelas células T pode acontecer direta ou indiretamente e levar à rejeição celular aguda e à rejeição humoral aguda, respectivamente. O aloreconhecimento direto é um fenômeno dentro da imunologia do transplante, onde as células dendríticas, que são as células apresentadoras de antígenos do corpo, migram do tecido doador para o tecido linfóide (folículos linfóides e nódulos linfáticos) no receptor e apresentam seus peptídeos MHC aos linfócitos receptores. Em comparação, o aloreconhecimento indireto é mais análogo ao modo como os antígenos estranhos são reconhecidos pelo sistema imunológico. As células dendríticas do receptor encontram peptídeos do tecido do doador, seja na circulação, no tecido linfóide ou no próprio tecido do doador. Dado que não são o resultado da apresentação direta do antígeno, estas podem não ser necessariamente moléculas intactas do MHC, mas em vez disso, outras proteínas que são consideradas suficientemente diferentes do receptor podem gerar uma resposta. Este processo leva à preparação das células T para responder secundariamente aos peptídeos daqui para frente. Uma terceira via semidireta foi descrita na qual as APCs receptoras apresentam MHCs de doadores totalmente intactos, mas sua contribuição relativa para a rejeição aguda não é tão bem compreendida.

### Rejeição Crônica
A Rejeição crônica é uma forma insidiosa de rejeição que leva à destruição do enxerto ao longo de meses, mas na maioria das vezes anos após o transplante de tecido. O mecanismo de rejeição crónica ainda não está totalmente compreendido, mas sabe-se que episódios prévios de rejeição aguda são o principal preditor clínico para o desenvolvimento de rejeição crónica. Em particular, a incidência aumenta após rejeição aguda grave ou persistente, enquanto episódios de rejeição aguda com retorno à função inicial não têm efeitos importantes na sobrevivência do enxerto. A rejeição crónica é geralmente considerada como estando relacionada com danos vasculares ou danos parenquimatosos com subsequente fibrose. Embora seja desconhecida a contribuição exata do sistema imunitário nestes processos, a via indireta do aloreconhecimento e a formação de anticorpos associada parecem estar especialmente envolvidas.
A rejeição crônica tem efeitos amplamente variados em diferentes órgãos. Cinco anos após o transplante, 80% dos transplantes de pulmão, 60% dos transplantes de coração e 50% dos transplantes de rim são afetados, enquanto os transplantes de fígado são afetados apenas 10% das vezes. Portanto, a rejeição crônica explica a morbidade a longo prazo na maioria dos receptores de transplante de pulmão, a sobrevida média de aproximadamente 4,7 anos, cerca de metade do período em comparação com outros transplantes de órgãos importantes. A obstrução do fluxo aéreo não atribuível a outra causa é denominada síndrome de bronquiolite obliterante (BOS), confirmada por uma queda persistente – três ou mais semanas – no volume expiratório forçado (VEF1) em pelo menos 20%. Primeiramente notada é a infiltração de linfócitos, seguida por lesão de células epiteliais, depois lesões inflamatórias e recrutamento de fibroblastos e miofibroblastos, que proliferam e secretam proteínas formando tecido cicatricial. Um fenômeno semelhante pode ser observado no transplante de fígado, em que a fibrose leva à icterícia secundária à destruição dos ductos biliares no fígado, também conhecida como síndrome do desaparecimento dos ductos biliares.

## Rejeição por não adesão
Uma das principais razões para a rejeição do transplante é a não adesão aos regimes imunossupressores prescritos. Este é particularmente o caso dos receptores adolescentes, com taxas de não adesão próximas dos 50% em alguns casos.